# Bulbophyllum wenzelii
Bulbophyllum wenzelii là một loài phong lan thuộc chi Bulbophyllum.